# Deadly Sting: The Mercury Years
Deadly Sting: The Mercury Years es un álbum recopilatorio de la banda alemana de hard rock y heavy metal Scorpions, publicado en 1997 solo en los Estados Unidos a través de Mercury Records. Es una versión extendida del recopilatorio Deadly Sting lanzado dos años antes únicamente en el mercado europeo. Posee treinta y tres canciones tomadas de los discos editados entre 1979 a 1995. Aparte de las pistas de estudio, destacaron la versión de «Can't Explain» de The Who, incluida primeramente en Best of Rockers 'n' Ballads (1989), y las pistas en directo «Coast to Coast» e «In Trance», tomadas de las producciones en vivo World Wide Live (1985) y Live Bites (1995), respectivamente. Adicionalmente, se incluyó las inéditas «Life Goes Round» y «Over the Top». Por cierto, esta última se lanzó como sencillo para promocionar la compilación.

## Portada
Aunque el recopilatorio usó la misma portada que figuró en Deadly Sting, Wal-Mart, uno de los principales distribuidores de discos en los Estados Unidos, presentó una queja al sello porque en ella aparecía una mujer desnuda. Es por esa razón que en posteriores reediciones, se optó por excluirla a la modelo. Cabe señalar que la fotografía es obra del artista estadounidense John Scarpati.

## Lista de canciones

### Disco uno
| N.º | Título                      | Escritor(es)                                  | Duración |  |
| 1.  | «Loving You Sunday Morning» | Rudolf Schenker, Klaus Meine, Herman Rarebell | 5:37     |  |
| 2.  | «Lovedrive»                 | Schenker, Meine                               | 4:53     |  |
| 3.  | «Holiday»                   | Schenker, Meine                               | 6:49     |  |
| 4.  | «Make It Real»              | Schenker, Rarebell                            | 3:50     |  |
| 5.  | «The Zoo»                   | Schenker, Meine                               | 5:30     |  |
| 6.  | «Blackout»                  | Schenker, Meine, Rarebell, Sonja Kittelsen    | 3:48     |  |
| 7.  | «Can't Live Without You»    | Schenker, Meine                               | 3:47     |  |
| 8.  | «No One Like You»           | Schenker, Meine                               | 3:58     |  |
| 9.  | «China White»               | Schenker, Meine                               | 6:57     |  |
| 10. | «Dynamite»                  | Schenker, Meine, Rarebell                     | 4:14     |  |
| 11. | «Bad Boys Running Wild»     | Schenker, Meine, Rarebell                     | 3:55     |  |
| 12. | «Rock You Like a Hurricane» | Schenker, Meine, Rarebell                     | 4:14     |  |
| 13. | «Coming Home»               | Schenker, Meine                               | 5:00     |  |
| 14. | «Big City Nights»           | Schenker, Meine                               | 4:11     |  |
| 15. | «Still Loving You»          | Schenker, Meine                               | 6:29     |  |
| 16. | «Coast to Coast» (en vivo)  | Schenker                                      | 4:52     |  |

### Disco dos
| N.º | Título                              | Escritor(es)                                 | Duración |  |
| 1.  | «Don't Stop at the Top»             | Schenker, Meine, Rarebell                    | 4:04     |  |
| 2.  | «Rhythm of Love»                    | Schenker, Meine                              | 3:49     |  |
| 3.  | «Passion Rules the Game»            | Meine, Rarebell                              | 4:01     |  |
| 4.  | «Walking on the Edge»               | Schenker, Meine                              | 4:01     |  |
| 5.  | «Believe In Love»                   | Schenker, Meine                              | 5:24     |  |
| 6.  | «Can't Explain» (cover de The Who)  | Pete Townshend                               | 3:22     |  |
| 7.  | «Tease Me Please Me»                | Meine, Rarebell, Matthias Jabs, Jim Vallance | 4:45     |  |
| 8.  | «Don't Believe Her»                 | Schenker, Meine, Rarebell, Vallance          | 4:56     |  |
| 9.  | «Wind of Change»                    | Meine                                        | 5:13     |  |
| 10. | «Hit Between the Eyes»              | Schenker, Meine, Rarebell, Vallance          | 4:33     |  |
| 11. | «Send Me an Angel»                  | Schenker, Meine                              | 4:34     |  |
| 12. | «Alien Nation»                      | Schenker, Meine                              | 5:45     |  |
| 13. | «Under the Same Sun»                | Meine, Mark Hudson, Bruce Fairbairn          | 4:54     |  |
| 14. | «Woman»                             | Schenker, Meine                              | 5:58     |  |
| 15. | «In Trance» (en vivo)               | Schenker, Meine                              | 4:13     |  |
| 16. | «Over the Top» (canción inédita)    |                                              | 4:25     |  |
| 17. | «Life Goes Round» (canción inédita) |                                              | 3:41     |  |